# 大国村 (鳥取県)
大国村（おおくにそん）は、鳥取県西伯郡にあった村。現在の西伯郡南部町の一部にあたる。

## 地理
法勝寺川の中流、同支流の北方川・絹屋川の流域に位置していた。
- 山岳：大平山[3]、母塚山系[4]、道面山[5]

## 歴史
- 1889年（明治22年）10月1日、町村制の施行により、会見郡原村、倭村、北方村、猪小路村、与一谷村、西村、絹屋村、鍋倉村が合併して村制施行し、大国村が発足[1][2]。旧村名を継承した原、倭、北方、猪小路、与一谷、西、絹屋、鍋倉の8大字を編成[2]。
- 1896年（明治29年）4月1日、郡の統合により西伯郡に所属[2]。
- 1951年（昭和26年）大字倭に大国村など5か村事務組合の西伯病院開設[3]。
- 1955年（昭和30年）3月30日、西伯郡天津村、法勝寺村、上長田村、東長田村と合併し、町制施行し西伯町を新設して廃止された[1][2]。合併後、西伯町大字原・倭・北方・猪小路・与一谷・西・絹屋・鍋倉となる[2]。

## 産業
- 農業[2]

## 教育
- 1890年（明治23年）潤徳簡易小学校開校[6]。1892年（明治25年）潤徳簡易小学校を原簡易小学校に統合し、大国尋常小学校となる[2]。1941年（昭和16年）大国国民学校に改称[2]。1945年（昭和20年）米子市、弓ヶ浜半島からの疎開児童を受入れ在籍生徒353名となる[7]。1947年（昭和22年）大国小学校に改称[2]。